# Paul Mayer (Lektor)
Paul Mayer (* 1. November 1889 in Köln; † 8. März 1970, in Zürich) war ein deutschsprachiger Lektor, Schriftsteller und Übersetzer.

## Leben und Wirken
Paul Mayer wurde 1889 als Sohn des Schuhfabrikanten David Mayer und seiner Frau Paula Mayer, geb. Spiegel, geboren. Die Familie war jüdischen Glaubens. Nach dem 1908 in Köln gemachten Abitur studierte er Rechtswissenschaften an verschiedenen deutschen Universitäten. Nach der Tätigkeit als Referendar u. a. in Berlin und philosophischen und historischen Studien promovierte er zum Dr. iur. 1915 in Greifswald. Im Ersten Weltkrieg von 1916 bis 1918 war er Landsturmmann. Es entstanden Beiträge unter anderem zu den Zeitschriften Die Aktion und Die Weltbühne.
Nach dem Krieg war Mayer ab 1919 der erste Lektor des zweiten von Ernst Rowohlt gegründeten Rowohlt Verlags. Im Juli 1935 wurde der Verleger im nationalsozialistischen Deutschland ultimativ dazu aufgefordert, seine  Lektoren Paul Mayer und Franz Hessel, die beide jüdischer Herkunft waren, zu entlassen. Paul Mayer musste den Verlag im März 1936 verlassen, Franz Hessel wurde im Auftrag des Auswärtigen Amtes als Übersetzer und illegal als Lektor eine Zeit lang weiterbeschäftigt. Im Juli 1938 wurde Ernst Rowohlt wegen „Tarnung jüdischer Schriftsteller“ aus der Reichsschrifttumskammer ausgeschlossen; dies bedeutete ein Berufsverbot.
Im Jahr 1938 emigrierte Mayer mit seiner Frau Elisabeth Charlotte, geb. Leveson, die er 1934 geheiratet hatte, nach Mexiko. 1941 war er Mitbegründer des Heinrich-Heine-Klubs. Er arbeitete unter anderem mit den Autoren Anna Seghers, Egon Erwin Kisch und Bodo Uhse zusammen. Ab 1942 war er Lektor und Autor des Verlags El libro libre sowie 1943 Mitglied der Bewegung „Freies Deutschland“. 1955 verließ er Mexiko und kehrte nach Europa zurück. Er lebte bis zu seinem Tod 1970 in Zürich.
Neben seiner Lektoratstätigkeit verfasste Mayer Gedichte, Novellen, literarische Aufsätze und Übersetzungen, unter anderem von Werken Honoré de Balzacs. Mayers Biografie des Verlegers Ernst Rowohlt wurde 1967 zu dessen 80. Geburtstag veröffentlicht.

## Veröffentlichungen (Auswahl)

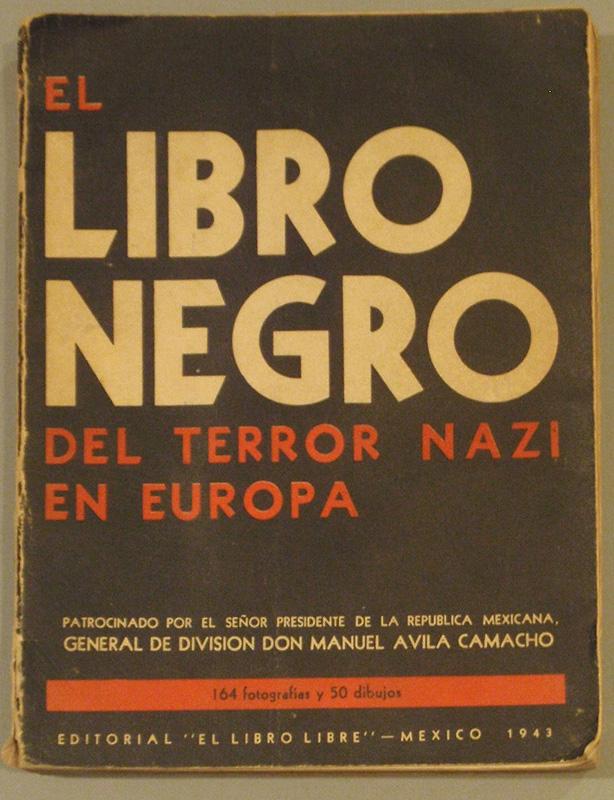
El libro negro del terror nazi en Europa, Mexiko 1943

- Ernst Rowohlt. Rowohlt, Reinbek 1967 (Sonderdruck); 1968 als rowohlt monographie Nr. 139; Neuausgabe Rowohlt, Reinbek 2008, ISBN 978-3-499-50707-6.
- Honoré de Balzac: Volksvertreter: Der Deputierte von Arcis, übersetzt von Paul Mayer. In: Honoré de Balzac: Gesammelte Werke. Rowohlt, Hamburg 1954
- Exil. Gedichte. Ed. El Libro Libre, Mexiko 1944.
- El libro negro del terror nazi en Europa (Mitarbeit). Ed. El Libro Libre, Mexiko 1943.
- Clemenceau spricht. Unterhaltungen mit seinem Sekretär Jean Martet. Deutsch von Franz Hessel und Paul Mayer, Illustrationen von Olaf Gulbransson. Rowohlt, Berlin 1930.
- Die Erweckung. Novelle. Salm, Köln 1919.
- Masken und Martern. Verse. Hyperion, Berlin 1914.